# 大久保町三部作
大久保町三部作（おおくぼちょう さんぶさく）は、田中哲弥による長編小説シリーズ。挿絵は此路あゆみが担当した。電撃文庫から全3巻が刊行された。ハヤカワ文庫から再刊された復刻版の挿絵は長澤真が担当した。

## 概要
1993年から1996年までに、全3巻が電撃文庫として刊行され、2007年にハヤカワ文庫から再刊された。シリーズはすべて、架空の明石市大久保町内を舞台としている。架空の、と殊更につけたのは、第1巻の大久保町は西部劇に出てくるような荒野の町であるし、第2巻ではナチスに占領された町であるためであるが、第3巻では一般的な日本の田舎町が舞台となっている。
内容はどれも、ある少年がひょんなことから大久保町でヒロインと出会い、事件に巻き込まれ敵と対決する、一巻完結の冒険小説である。3巻それぞれのストーリーにつながりはないが、一部人物にはスター・システムが採用され、同じ性格、同じ名前の異なった役回りで登場する。

## 作品リスト
電撃文庫（メディアワークス発行、主婦の友社発売）発行、ハヤカワ文庫（早川書房発行）再刊。ハヤカワ文庫版には、書き下ろし番外篇がついている。
- 大久保町の決闘（電撃文庫 1993年12月10日 ISBN 978-4073005353）
  - のちハヤカワ文庫から再刊。2007年3月 ISBN 978-4150308834
- 大久保町は燃えているか（電撃文庫 1994年12月 ISBN 978-4073024682）
  - のちハヤカワ文庫から再刊。2007年6月 ISBN 978-4150308926
- さらば愛しき大久保町（電撃文庫 1996年8月25日 ISBN 978-4073050186）
  - のちハヤカワ文庫から再刊。2007年9月4日 ISBN 978-4150309015